# Руда-Скрода
Руда-Скрода (пол. Ruda-Skroda) — село в Польщі, у гміні Малий Плоцьк Кольненського повіту Підляського воєводства.
Населення — 108 осіб (2011).
У 1975-1998 роках село належало до Ломжинського воєводства.

## Демографія
Демографічна структура станом на 31 березня 2011 року:
|          | Загалом | Допрацездатний вік | Працездатний вік | Постпрацездатний вік |
| -------- | ------- | ------------------ | ---------------- | -------------------- |
| Чоловіки | 53      | 11                 | 37               | 5                    |
| Жінки    | 55      | 16                 | 27               | 12                   |
| Разом    | 108     | 27                 | 64               | 17                   |